# Камар Зія
Камар Зія (15 січня 1954) — пакистанський хокеїст на траві.
Бронзовий призер Олімпійських Ігор 1976 року.